# Vida Juvan
Vida Juvan  (Vida Jan–Juvanova), slovenska gledališka igralka in pedagoginja, * 17. junij 1905, Ljubljana, † 4. oktober 1998, Ljubljana.
Vida Juvan je bila leta 1922 angažirana v Subotici, od leta 1923 pa vse do 1962 je sodelovala v ljubljanski Drami Slovenskega narodnega gledališča, tudi pozneje je tam in v Mestnem gledališču ljubljanskem še nastopala kot gostja.
Na gledališkem odru je odigrala več kot 200 vlog in skupaj z vlogami v igranih programih drugih medijev izoblikovala več kot 500 likov. Po številnih mladostnih vlogah krhkih dekletc in fantičev, princes, naivk in sentimentalk se je v sodelovanju z Marijo Vero izoblikovala v vodilno karakterno igralko zlasti ob številnih vlogah iz Shakespearovih in Molièrovih klasičnih besedil ter ustvarila vrhunske notranje protislovne, značajsko zapletene in problematične ženske postave v vlogah Linde v Millerjevi Smrti trgovskega potnika, Janet Spence v Huxleyjevem Giocondinem nasmehu, Margetičke v Krleževem Vučjaku in še kje.
Bogato je bilo tudi njeno sodelovanje v Radiu Ljubljana, kjer je začela igrati že kmalu po njegovi ustanovitvi leta 1928  ter v tridesetih letih 20. stoletja pisala tudi prve mladinske radijske igre. 
Nastopila je tudi v številnih televizijskih igrah, filmih in nadaljevankah ter sodelovala pri sedmih slovenskih filmih: Svet na Kajžarju (1952), Veselica (1960), Ples v dežju (1961), Samorastniki (1963), Lucija (1965), Strah (1974) in Nobeno sonce (1984).

## Pedagoško delo
V obdobju 1948–1972 je poučevala dramsko igro na Akademiji za igralsko umetnost oz. Akademiji za gledališče, radio, film in televizijo. Vzgojila je številne nove generacije igralk in igralcev slovenskega gledališča in s tem dala svojevrsten pečat njegovemu razvoju.

## Zasebno
Njena mama je bila gledališka igralka Polonca Juvan. Poročena je bila z režiserjem Slavkom Janom in preko njega v svaštvu s pisateljem Jožetom Čampo in literarnim zgodovinarjem Alfonzom Gspanom.

## Nagrade
Leta 1971 je dobila Prešernovo nagrado za življenjsko delo. Leta 1977 je prejela Borštnikov prstan. Prejela je tudi dve Sterijevi nagradi, leta 1959 in 1978. Leta 1996 jo je predsednik republike Milan Kučan za dolgoletno gledališko delo odlikoval s srebrnim častnim znakom svobode.